# Monika Jagła

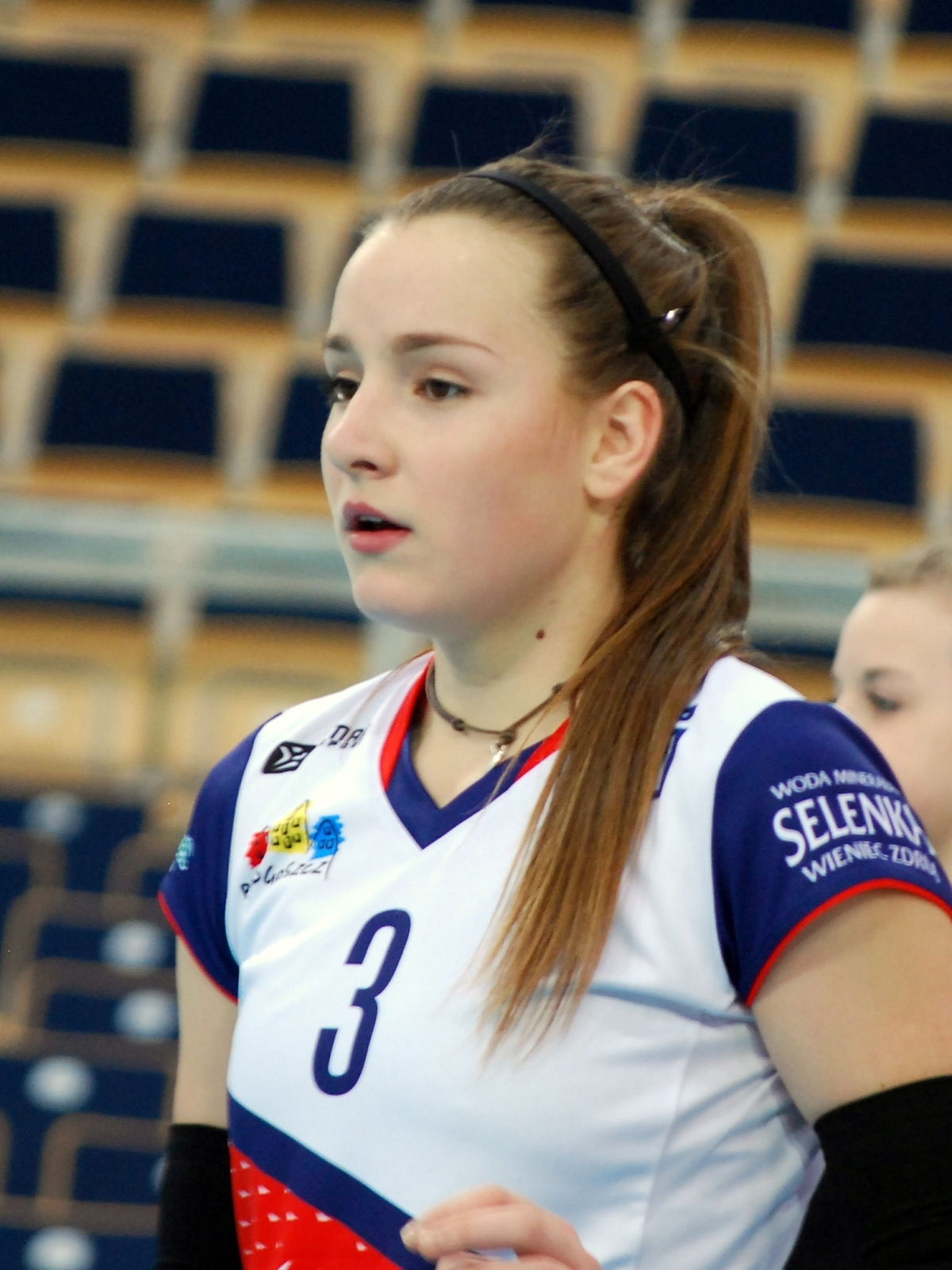
Monika Jagła zawodniczką Pałacu Bydgoszcz w sezonie 2017/2018

Monika Jagła (ur. 4 stycznia 2000 roku w Bydgoszczy) – polska siatkarka, grająca na pozycji libero, reprezentantka kraju.
W 2016 roku w parze z Magdaleną Orlicką, wzięła udział w Mistrzostwach Europy do lat 18 w siatkówce plażowej. W rozgrywkach grupowych wygrały wszystkie spotkania i zajęły pierwsze miejsce w swojej grupie. W bezpośredniej walce o awans do ćwierćfinału uległy rywalkom z Norwegii, odpadając z dalszej rywalizacji.
W 2021 wystąpiła na mistrzostwach Europy (Polki zajęły ostatecznie 5. miejsce).

## Kariera klubowa
| Kariera juniorska | Kariera juniorska         | Kariera juniorska | Kariera juniorska | Kariera juniorska | Kariera juniorska | Kariera juniorska | Kariera juniorska | Kariera juniorska | Kariera juniorska | Kariera juniorska |
| ----------------- | ------------------------- | ----------------- | ----------------- | ----------------- | ----------------- | ----------------- | ----------------- | ----------------- | ----------------- | ----------------- |
| Lata              | Klub                      |                   |                   |                   |                   |                   |                   |                   |                   |                   |
| 2015–2019         | KS Pałac Bydgoszcz        |                   |                   |                   |                   |                   |                   |                   |                   |                   |
| Kariera seniorska |                           |                   |                   |                   |                   |                   |                   |                   |                   |                   |
| 2017–2021         | KS Pałac Bydgoszcz        |                   |                   |                   |                   |                   |                   |                   |                   |                   |
| 2021–2022         | Joker Świecie             |                   |                   |                   |                   |                   |                   |                   |                   |                   |
| 2022–2024         | Grupa Azoty Chemik Police |                   |                   |                   |                   |                   |                   |                   |                   |                   |
| 2024–             | Metalkas Pałac Bydgoszcz  |                   |                   |                   |                   |                   |                   |                   |                   |                   |

## Sukcesy klubowe

### młodzieżowe
Mistrzostwa Polski Juniorek:
- 2017

Mistrzostwa Polski Kadetek:
- 2017

Mistrzostwa Polski U-23:
- 2017

### seniorskie
Puchar Polski:
- 2023

Superpuchar Polski:
- 2023[10]

Mistrzostwo Polski:
- 2024[11]

## Sukcesy reprezentacyjne
Mistrzostwa Europy Juniorek U-19:
- 2018[12]

## Nagrody indywidualne
- 2017: MVP turnieju finałowego Mistrzostw Polski U-23[13]